# Герб Ватикана
Герб Ватика́на — государственный символ Ватикана. Представляет собой щит красного цвета, на котором изображена пара скрещённых (золотого и серебряного) ключей, перевязанных узлом алым шнуром. Над ключами расположена папская тиара.
Герб обозначает главу Римско-католической церкви, папу римского, и его верховную власть над церковью. Главным элементом герба является тройная тиара, которая олицетворяет мощь и власть папы римского. Два ключа, перекрещенные за тиарой, символизируют его замысел «открывать и закрывать», то есть стратегическую роль папы римского как хранителя ключей от ворот рая и ада.

…И Я говорю тебе: ты — Пётр, и на сём камне Я создам Церковь Мою, и врата ада не одолеют её; и дам тебе ключи Царства Небесного: и что свяжешь на земле, то будет связано на небесах, и что разрешишь на земле, то будет разрешено на небесах.
— Мф. 16:18, 19
Существуют апокрифические легенды, которые гласят, что оба ключа — от Рая (один открывает дорогу к блаженству мужчинам, другой — женщинам).